# Rheotanytarsus fuscus
Rheotanytarsus fuscus är en tvåvingeart som först beskrevs av Freeman 1954.  Rheotanytarsus fuscus ingår i släktet Rheotanytarsus och familjen fjädermyggor. Inga underarter finns listade i Catalogue of Life.